# Karahunj
Karahunj ou Qarahunj (en arménien Քարահունջ) est une communauté rurale du marz de Syunik en Arménie. En 2008, elle compte 1 302 habitants.